# Linia E metra w Porto
Linia E – oznaczona kolorem fioletowym linia metra w Porto łącząca port lotniczy Francisco Sá Carneiro z freguesia („parafią”) Campanhã we wschodniej części miasta. Wariantowo linia kursuje na skróconej trasie, od wspomnianego portu lotniczego do stacji Trindade.
Na trasie linii fioletowej znajduje się 21 stacji, spośród których aż 19 przypada na odcinek wspólny z innymi liniami. Całkowita długość trasy wynosi 16,76 km a średni czas przejazdu to 37 minut.
Na dwóch śródmiejskich odcinkach tory wiodą pod ziemią: poprzez dawny kolejowy Túnel da Lapa oraz tunel Trindade – Campanhã.

## Historia
Powstanie linii E związane jest ściśle z budowa innych linii metra w Porto, w szczególności zaś linii czerwonej (B), którą otwarto w połowie marca 2005 roku. Zaledwie dwa tygodnie wcześniej rozpoczęto pracę nad jej odgałęzieniem łączącym stację Verdes i połączoną z lotniskiem stację Aeroporto. Oficjalne otwarcie nastąpiło 27 maja 2006 r. a część funduszy pochodziła z unijnego Funduszu Spójności. Po raz pierwszy w Portugalii i po raz drugi na Półwyspie Iberyjskim skomunikowano lotnisko z centrum miasta przy pomocy linii metra.

## Stacje
| zdjęcie | nazwa              | odległość            | typ stacji                            | data otwarcia  | przesiadki                                                         |
| ------- | ------------------ | -------------------- | ------------------------------------- | -------------- | ------------------------------------------------------------------ |
|         | Aeroporto          | ↓ 0,00 km ↑ 16,76 km | naziemna                              | 27 maja 2006   | samoloty, autobusy STCP                                            |
|         | Botica             | ↓ 0,65 km ↑ 16,11 km | przystanek                            | 27 maja 2006   | parking                                                            |
|         | Verdes             | ↓ 1,33 km ↑ 15,43 km | przystanek                            | 13 marca 2005  | B                                                                  |
|         | Crestins           | ↓ 1,93 km ↑ 14,83 km | przystanek                            | 13 marca 2005  | B parking                                                          |
|         | Esposade           | ↓ 3,96 km ↑ 12,80 km | przystanek                            | 13 marca 2005  | B parking                                                          |
|         | Custóias           | ↓ 5,74 km ↑ 11,02 km | przystanek                            | 13 marca 2005  | B parking                                                          |
|         | Fonte do Cuco      | ↓ 6,43 km ↑ 10,33 km | przystanek                            | 13 marca 2005  | B C                                                                |
|         | Senhora da Hora    | ↓ 7,12 km ↑ 9,64 km  | przystanek                            | 7 grudnia 2002 | A B C F parking, parking rowerowy                                  |
|         | Sete Bicas         | ↓ 7,79 km ↑ 8,97 km  | przystanek                            | 7 grudnia 2002 | A B C F                                                            |
|         | Viso               | ↓ 8,54 km ↑ 8,22 km  | przystanek                            | 7 grudnia 2002 | A B C F                                                            |
|         | Ramalde            | ↓ 9,16 km ↑ 7,60 km  | przystanek                            | 7 grudnia 2002 | A B C F                                                            |
|         | Francos            | ↓ 10,12 km ↑ 6,64 km | przystanek                            | 7 grudnia 2002 | A C E F                                                            |
|         | Casa da Música     | ↓ 10,99 km ↑ 5,77 km | płytka                                | 7 grudnia 2002 | A B C F( G) autobusy STCP, autobusy dalekobieżne, parking rowerowy |
|         | Carolina Michaëlis | ↓ 11,62 km ↑ 5,14 km | naziemna                              | 7 grudnia 2002 | A B C F                                                            |
|         | Lapa               | ↓ 12,08 km ↑ 4,68 km | przystanek                            | 7 grudnia 2002 | A B C F                                                            |
|         | Trindade           | ↓ 12,94 km ↑ 3,82 km | dwukondygnacyjna (naziemno-podziemna) | 7 grudnia 2002 | A B C D F autobusy STCP, parking rowerowy                          |
|         | Bolhão             | ↓ 13,39 km ↑ 3,37 km | głęboka                               | 5 czerwca 2004 | A B C F autobusy STCP                                              |
|         | 24 de Agosto       | ↓ 14,07 km ↑ 2,69 km | głęboka                               | 5 czerwca 2004 | A B C F autobusy STCP autobusy dalekobieżne                        |
|         | Heroísmo           | ↓ 14,64 km ↑ 2,12 km | głęboka                               | 5 czerwca 2004 | A B C F                                                            |
|         | Campanhã           | ↓ 15,59 km ↑ 1,17 km | naziemna                              | 5 czerwca 2004 | A B C F pociągi autobusy STCP                                      |
|         | Estádio do Dragão  | ↓ 16,76 km ↑ 0,00 km | naziemna                              | 5 czerwca 2004 | A B F Parkuj i Jedź                                                |